# Stíhač ponorek typu 037I
Stíhač ponorek typu 037I (v kódu NATO třída Haijiu) je třída pobřežních protiponorkových hlídkových lodí Námořnictva Čínské lidové osvobozenecké armády. Jedná se o vylepšenou verzi stíhačů ponorek typu 037 (v kódu NATO třída Hainan). Celkem byly postaveny čtyři jednotky této třídy.

## Stavba
Oproti předcházejícím stíhačům typu 037 dostaly prodloužený trup, modernější výzbroj a elektroniku. Čtyři jednotky této třídy byly postaveny loděnicí v Kantonu. Do služby byly přijaty roku 1987.
Jednotky typu 037I:
| Jméno           | Zařazena do služby | Status        |
| --------------- | ------------------ | ------------- |
| Nan-chuej (688) | červen 1985        | Vyřazen 2013. |
| Jung-ťia (693)  | květen 1988        | Aktivní.      |
| Žuej-an (694)   | 1989               | Vyřazen 1995. |
| An-ťi (697)     | 1989               | Vyřazen 2017. |

## Konstrukce
Čluny dostaly vyhledávací radar Round Ball (vše kódy NATO), navigační radar Pot Head a sovětský trupový sonar Tamir. Vyzbrojeny byly dvěma dvojitými 57mm kanóny typu 66, dvěma dvojitými 30mm kanóny typu 69 a čtyřmi vrhači raketových hlubinných pum typu 87 s dosahem 1200 m. Dále nesou dva spouštěče a dva vrhače hlubinných pum BMB-2 (typ 64), popřípadě miny. Pohonný systém tvoří čtyři diesely o celkovém výkonu 8800 hp, pohánějící čtyři lodní šrouby. Nejvyšší rychlost dosahuje 28 uzlů. Dosah je 750 námořních mil při rychlosti 18 uzlů.

### Modernizace
Nan-chuej a An-ťi byly vybaveny francouzským sonarem s měnitelnou hloubkou ponoru Thomson-Sintra SS-12, který nahradil zadní věž s 57mm kanóny.